# Coals of Fire (film 1918)
Coals of Fire è un film muto del 1918 diretto da Victor Schertzinger. I protagonisti della storia sono interpretati da Enid Bennett e Fred Niblo che, nella realtà, erano marito e moglie.

## Trama
La giovane Nell Bradley viene considerata con disprezzo dagli abitanti della cittadina dove vive perché suo padre è il proprietario del bar locale, visto come un luogo di perdizione per alcoolizzati. Charles Alden, il pastore, è attratto dalla ragazza ma, quando una minorenne viene colta da malessere perché un commesso viaggiatore la fa ubriacare, Alden ritiene responsabile del fatto Nell, anche se lei è riuscita invece, con il suo intervento, a salvarla. In seguito, Alden scopre la verità. Si offre allora di mandare la giovane a scuola e le promette di aspettarla fino al compimento degli studi.

## Produzione
Il film fu prodotto dalla Famous Players-Lasky Corporation.

## Distribuzione
Distribuito dalla Famous Players-Lasky Corporation e dalla Paramount Pictures, il film - presentato da Thomas H. Ince - uscì nelle sale cinematografiche USA il 26 agosto 1918.